# Viola Scherff
Viola Scherff (* 18. April 1980) ist eine deutsche Synchronsprecherin. 
Als Synchronsprecherin war Scherff unter anderem in der Serie Eine himmlische Familie sowie in der Hörspielserie Benjamin Blümchen zu hören. Ihre Schwester Sonja Spuhl ist ebenfalls Synchronsprecherin.

## Synchronarbeiten
- Benjamin Blümchen
- Davor und danach für Julia Weldon
- Desperate Housewives (Fernsehserie) für Jolie Jenkins
- Eine himmlische Familie für Camille Winbush
- Lotta aus der Krachmacherstraße
- Lotta zieht um